# Charlie Morgan
John Charles Morgan, detto Charlie (Londra, 9 agosto 1955), è un batterista e percussionista britannico.

## Biografia
Nato a Hammersmith (Londra), dopo aver passato l'infanzia nella capitale britannica si trasferisce a Ginevra (Svizzera) dal 1967 al 1969; qui impara a parlare in francese e a suonare la batteria. Nel 1973, tornato in Inghilterra, lascia la scuola prefiggendosi una carriera in ambito musicale. Ha lavorato con Kate Bush, Justin Hayward, Elton John, Rossana Casale, Angelo Branduardi, Claudio Baglioni, Eros Ramazzotti, Riccardo Fogli.
Nel 2007 Glen E. Moore intervista Charlie circa la sua esperienza con la Elton John Band per il magazine East End Lights; ci sono anche dei commenti riguardo ad altre collaborazioni illustri che Morgan ha intrattenuto nel corso della sua carriera.
Charlie vive attualmente a Nashville, nel Tennessee, insieme a sua moglie Jerilyn: ha anche uno studio di registrazione, chiamato Manicdrum Studios Inc.